# Stadion Miejski w Konjicu
Stadion Miejski – stadion sportowy w Konjicu, w Bośni i Hercegowinie. Został otwarty 25 maja 1977 roku, zastępując stadion Metalčevo. Obiekt posiada jedną trybunę, usytuowaną po stronie zachodniej. Pojemność stadionu wynosi 5000 widzów. Swoje spotkania rozgrywają na nim piłkarze klubu FK Igman Konjic.